# Tachina discifera
Tachina discifera là một loài ruồi trong họ Tachinidae.